# Werner Conze
Werner Conze (11 de dezembro de 1910 - 28 de abril de 1986), foi um historiador alemão, conhecido por ter sido um dos pioneiros na área da história dos conceitos alemã e co-editor da obra Conceitos Históricos Básicos, publicada a partir de 1972.

## Carreira acadêmica
Werner Conze começou sua carreira na história social como "historiador popular" (Volkshistoriker), nomeado em 1943 para a Reichsuniversität Posen, de orientação nazista. Dois anos depois, com o fim da Segunda Guerra Mundial, Conze renegou seu passado nazista e passou a se dedicar a uma nova carreira, ligada à história dos conceitos. Juntamente com Otto Brunner e Reinhart Koselleck, Conze editou a importante obra Conceitos Históricos Básicos, que se tornou a principal referência e realização da história conceitual alemã no século XX. Mesmo que tenha buscado um afastamento formal com a ideologia do Partido Nacional-Socialista, permaneceu intimamente ligado aos antigos professores e amigos de Königsberg, como Hans Rothfels, Theodor Schieder e Erich Maschke. Seu último livro sobre a Europa Central do Leste, publicado postumamente em 1993, mostra com clareza as continuidades no estilo de seu pensamento, marcado pela dicotomia entre dois complexos conceituais: o primeiro, marcado pelas noções de ordem, integração, organização, pátria, nação, identidade, harmonia e uniformidade; o segundo, marcado pelos conceitos de revolução, caos, ataque, movimento descontrolado e desordenado e dominação estrangeira.

## Obras
- 1934 - Hirschenhof. A história de uma ilha de língua alemã na Livônia (Hirschenhof. Die Geschichte einer deutschen Sprachinsel in Livland)
- 1939 - A questão da Bielorrússia na Polônia (Die weißrussische Frage in Polen)
- 1940 - Constituição agrária e população na Lituânia e na Bielorrússia (Agrarverfassung und Bevölkerung in Litauen und Weißrußland)
- 1953 - História da 291ª Divisão de Infantaria 1940-1945 (Die Geschichte der 291. Infanterie-Division 1940–1945)
- 1956 - A reforma prussiana sob Stein e Hardenberg. Libertação e urbanismo (Die preußische Reform unter Stein und Hardenberg. Bauernbefreiung und Städteordnung)
- 1957 - A história estrutural da era técnico-industrial como tarefa de pesquisa e ensino (Die Strukturgeschichte des technisch-industriellen Zeitalters als Aufgabe für Forschung und Unterricht)
- 1958 - Unidade alemã (Deutsche Einheit)
- 1958 - Nação polonesa e política alemã na Primeira Guerra Mundial (Polnische Nation und deutsche Politik im Ersten Weltkrieg)
- 1963 - A nação alemã. Resultado da história (Die Deutsche Nation. Ergebnis der Geschichte)
- 1969 - Imperador Jacob. Um político entre Oriente e Ocidente 1945-1949 (Jakob Kaiser. Politiker zwischen Ost und West 1945-1949, coautoria de Erich Kosthorst e Elfriede Nebgeb)
- 1972-1997 - Conceitos Históricos Básicos: léxico histórico sobre linguagem político-social na Alemanha (Geschichtliche Grundbegriffe. Historisches Lexikon zur politisch-sozialen Sprache in Deutschland, coeditado por Otto Brunner e Reinhart Koselleck)
- 1978 - Estado e sociedade no Vormärz alemão 1815–1848 (Staat und Gesellschaft im deutschen Vormärz 1815–1848)
- 1992 - Sociedade - Estado - Nação. Ensaios coletados (Gesellschaft – Staat – Nation. Gesammelte Aufsätze, póstuma)